# Tiszafüred
Tiszafüred (németül: Bad am Theiß) város az Észak-alföldi régióban, Jász-Nagykun-Szolnok vármegye Tiszafüredi járásában. A Tisza-tó turisztikai régió központja, a „Tisza-tó fővárosa”.

## Fekvése
A Tisza-tó mellett, a Tisza bal partján fekszik, az Észak-alföldi régió szívében, a vármegye északkeleti szélén, a megyeszékhely Szolnoktól északkeletre. Határának északi csücske egyben a megye legészakibb pontja is.
Éghajlata kontinentális, a forró, száraz nyarat általában hideg tél követi. Ezen a tájon legmagasabb a napsütéses órák száma, az átlagos csapadék mennyiség 480–500 mm. A természeti adottságok közül kiemelkedő, hogy a város és térsége igen gazdag élővizekben. A Tisza és a Tiszafüredi-főcsatorna mellett, a Tisza-tó holtágai bővelkednek természeti értékekben.
Elhelyezkedése egészen különleges olyan értelemben, hogy a közvetlen környezetében négy vármegye (Borsod-Abaúj-Zemplén, Heves, Hajdú-Bihar és Jász-Nagykun-Szolnok) területe találkozik, így mind a négyből vannak szomszédai.
A közvetlenül határos települések: északkelet felől Tiszabábolna és Tiszadorogma [mindkettő a folyó túlpartján], kelet felől Egyek és Hortobágy, délkelet felől Nagyiván és Tiszaörs, dél felől Tiszaigar és Tiszaszőlős, nyugat felől pedig Újlőrincfalva és Poroszló [utóbbi kettő szintén a Tisza túlsó partján]. Észak felől a legközelebbi település Tiszavalk, de közigazgatási területeik (kevés híján) nem határosak.

### Városrészei
Belváros, Buda (a központtól keletre), Tiszavég (a központtól északra), Gyártelep és Tiszafüred-Örvény (mindkettő a központtól délnyugatra), Üdülőtelep és Tiszafüred-kertváros, valamint a tőle teljesen különálló − a Belvárostól csaknem 20 kilométerre keletre fekvő − Kócsújfalu.

### Megközelítése
Tiszafüred közúti és egyben vasúti közlekedési csomópont is, így több irányból is könnyen megközelíthető. Áthalad rajra a Füzesabonytól Debrecenig húzódó 33-as főút, melyből itt ágazik ki a Fegyvernekig vezető 34-es főút, de mellékutak is érintik: Abádszalókkal a 3216-os, Egyekkel a 3315-ös, Nagyivánnal pedig a 3402-es út köti össze. Az M3-as autópálya 30 perc alatt érhető el.
A hazai vasútvonalak közül a városon a MÁV Zrt. Debrecen–Füzesabony-vasútvonala halad át, amelyből itt ágazik ki délnek a Karcag–Tiszafüred-vasútvonal. A két vonal közös állomása Tiszafüred vasútállomás, mely a belváros északi széle közelében helyezkedik el, közúti elérését a 33-as főút körforgalmából kiágazó 33 304-es számú mellékút (Ady Endre utca – Baross utca – Vasút utca) biztosítja. Közvetlenül mellette helyezkedik el a Volánbusz autóbusz-állomása is, amit az Örvény felől érkező 1-es busszal, illetve a helyközi járatokkal lehet megközelíteni. [A Karcag–Tiszafüred-vasútvonalnak még egy megállója is van a város határai között, Tiszafüred-Gyártelep megállóhely, a belterület délnyugati szélén.]

## Története

### Az újkorig
A régészek már i. e. 4500-4400-ból, a neolitikum korából találtak itt leleteket. A kutatások a mai Külsőfokpart környékén tárták fel az ókori emlékeket. A Tisza szabályozása előtt a folyó ezen terület mellett folyt.
Az Örvényi-templomdombon az államalapítás idejéből kerültek elő leletek. Az ásatások során egy települést, annak temetőjével tártak fel az Árpád-korból.
A város nevét a forrásmunkák 1273-ban említik először, Fyred Villa néven, a nagyváradi püspök halászfalujaként. A Füred név eredetileg a fürj madár nevének für/fűr/fir alakjából származik és jelentése fürjes. A kezdetben a megépült Kiskörei-víztározó holtágaira, majd a feltárt gyógyvízforrásra települő fürdőkultúra miatt a 20. századra a név átértelmeződött és fürdő értelmet kezdtek tulajdonítani neki.
A ma városrész Örvényről néhány évvel korábbról, 1264-ből vannak források. Ebben az időszakban még ez utóbbi a jelentősebb település. Vámszedési joggal rendelkezett, és a folyón való átkelés is itt volt megoldott révvel. Örvény évszázadokon keresztül a tiszai halászat kiemelkedő központja.

### Az újkor története 1849-ig
A város viharos középkori történelme után (ötször vált lakatlanná a török portyázások miatt 1596 és 1713 között), Mária Terézia 1744-ben mezővárosi rangot adományozott a településnek. Az 1833-ban épült első állandó Tisza-hídja országos jelentőséget adott a városnak. Tokaj, Szolnok és Szeged mellett ez volt az egyedüli biztos átkelési lehetőség a folyón. Ekkortól adatolható a környező településekkel történő közúti kapcsolat fejlődése, ezzel újabb lendületet adva a település fejlődésének és jelentőségének növeléséhez. Ez az időszak az is, amikor az alföldi kerámia-művészet egyik fellegvárává (Mezőcsát és Hódmezővásárhely mellett) válik a település; melynek eleven emléke ma is megtalálható a városban.
1849-ben, amikor Eger az osztrák csapatok megszállása alá került, egy rövid időre Tiszafüred Heves és Külső-Szolnok vármegye székhelye lett. A szabadságharc hadseregének főhadiszállása hónapokon keresztül a városban volt (ma: Lipcsey-kúria), itt történt a híres tiszti lázadás és a dicsőséges tavaszi hadjárat is innen indult. Kossuth Lajos többször a városból irányította az ország életét és a szabadságharc eseményeit.

### 1849-től a rendszerváltásig
Az 1876-os megyerendezés során, amikor Heves és Külső-Szolnok vármegye kettévált, Tiszafüred Heves vármegyéhez került, mivel Egerhez közelebb fekszik, mint Szolnokhoz. 1886-tól, amikor minden járás számára állandó székhelyet jelöltek ki, a település a Tiszafüredi járás székhelye lett, és e szerepét 1983-ig, a járások megszűnéséig meg is őrizte.
A város vasútvonalai 1891-ben (Füzesabony-Debrecen) és 1896-ban (Karcag-Tiszafüred) épültek. Ezek a polgári fejlődés évei, ami az iparosodást is magával hozta. Az első világháború gátat vetett a fejlődésnek.
Az 1950-es megyerendezés során a Tiszafüredi járás Tisza-balparti fele, benne Tiszafüred is Heves vármegyéből Szolnok megyébe került. A szocialista iparosítás jótékony hatással volt a lendületét vesztett település számára, hajó- és darugyár, valamint alumíniumgyár és gyógyszercsomagoló létesült Tiszafüreden. A duzzadó népesség és területi növekedés miatt 1966-ban magába olvasztotta Tiszaörvényt; majd 1984-ben várossá nyilvánították és egyidejűleg hozzácsatolták Tiszaszőlőst is.
Ebben az időszakban alakul ki a város új peremkerülete, Kócsújfalu is. A belvárostól 16 kilométerre keletre, a hortobágyi pusztán található településrész története az 1950-es években kezdődött, amikor az Állami Gazdaság dolgozói számára új települést építettek. A falukép azóta szinte semmit nem változott, ezért a falusi „szocreál” gyönyörű példáját találni Kócsújfalun.
Tiszafüred-Kócsújfalu azonban a kommunista rezsim megbocsáthatatlan bűneinek egyik szimbólumává vált az elmúlt években: a diktatúra éveiben a Hortobágyra telepítették ki az „osztályidegen elemeket”, megteremtve ezzel a magyar Gulagot. A Górés-, Borsós-, Árkus-major környékbeli tanyák őrzik ezen dicstelenség emlékeit. Az ezzel kapcsolatos történeti kutatómunka színhelyéül Kócsújfalut jelölték ki, lerakva egy emlékkápolna alapjait is.

### Napjainkban
Az alapvetően a KGST piacaira termelő gyárak bezárása után a település gazdasága összeomlott. Lehetőségek híján az ország leghátrányosabb helyzetű kistérségeinek egyikévé vált. A recessziót mutatja, hogy 2002-ben Tiszaszőlős kinyilvánította elszakadását a várostól.
A helyzet azóta árnyaltabbá vált. Tiszafüred fokozatosan alakul át az egykori ipari városból idegenforgalmi-szolgáltató központtá. Napjainkban a város a Tisza-tó partjának legnagyobb települése, gazdasági, kulturális, oktatási és idegenforgalmi központja. Sorra nyitnak a multinacionális cégek bevásárlóegységei, rendeződik az infrastruktúra. Turisztikai vonzerejét gazdag főszezonbeli programkínálata mellett a térség első négycsillagos szállodája és az ország első ártéri kalandparkja növeli.
A 2004-ben létrehozott kistérségi rendszerben, valamint a 2013. január 1-től újra életbe léptetett járási rendszerben is székhelyfunkciót kapott.

## Közélete

### Polgármesterei
- 1990–1994: Dr. Doktor Zoltán (nem ismert)[4]
- 1994–1998: Rente Ferenc (független)[5]
- 1998–2002: Rente Ferenc (független)[6]
- 2002–2006: Pintér Erika Györgyike (független)[7]
- 2006–2010: Pintér Erika Györgyike (független)[8]
- 2010–2014: Pintér Erika (független)[9]
- 2014–2019: Ujvári Imre (Fidesz-KDNP)[10]
- 2019–2024: Ujvári Imre (Fidesz-KDNP)[11]
- 2024– : Ujvári Imre (Fidesz-KDNP)[1]

## Demográfia
Ha megvizsgáljuk Tiszafüred népességének alakulását az 1870-es évek végétől napjainkig,
láthatjuk, hogy egy töretlen növekedési ütem tört meg 1990-ben a politikai, gazdasági rendszerváltással. Az addig virágzó ipari tevékenység, ami a város egyik húzóerejét képzete, nagyon rövid idő alatt összeomlott, ami elindított egy jelentős elvándorlást a településről.
A település lélekszámának változása:
| Év   | Lakosság (fő) |
| ---- | ------------- |
| 1880 | 6846          |
| 1900 | 8643          |
| 1920 | 9543          |
| 1940 | 10 666        |
| 1960 | 12 000        |
| 1980 | 12 846        |
| 1990 | 13 455        |
| 2001 | 12 533        |
| 2011 | 11 777        |

A település népességének változása:
| Lakosok száma | 11 616 | 11 455 | 10 745 | 10 576 | 10 428 | 10 752 | 10 642 |
|               | 2013   | 2014   | 2018   | 2021   | 2022   | 2023   | 2024   |

2001-ben a város lakosságának 98%-a magyar, 1%-a cigány és 1%-a egyéb (főleg német) nemzetiségűnek vallotta magát.
A 2011-es népszámlálás során a lakosok 81,6%-a magyarnak, 2% cigánynak, 1,5% németnek, 0,2% románnak mondta magát (17,9% nem nyilatkozott; a kettős identitások miatt a végösszeg nagyobb lehet 100%-nál). A vallási megoszlás a következő volt: római katolikus 24,1%, református 17,9%, görögkatolikus 0,3%, felekezeten kívüli 20,6% (35,8% nem nyilatkozott).
2022-ben a lakosság 89,9%-a vallotta magát magyarnak, 1,3% németnek, 0,7% cigánynak, 0,2% románnak, 0,1% ukránnak, 0,1% szlováknak, 2,3% egyéb, nem hazai nemzetiségűnek (9,5% nem nyilatkozott; a kettős identitások miatt a végösszeg nagyobb lehet 100%-nál). Vallásuk szerint 18,5% volt római katolikus, 17,1% református, 0,7% görög katolikus, 0,3% evangélikus, 0,1% ortodox, 1% egyéb keresztény, 1,3% egyéb katolikus, 21% felekezeten kívüli (39,9% nem válaszolt).

### Hitélet
Jelentős csoportjait találjuk a református, katolikus gyülekezetnek, valamint a Hit Gyülekezete és a Jehova Tanúi Egyház is egyre intenzívebben van jelen a településen. A II. világháború alatt a zsidóság nagy részét deportálták Auschwitzba, s ezért az egykor nagyszámú zsidó közösség mára eltűnőben van.

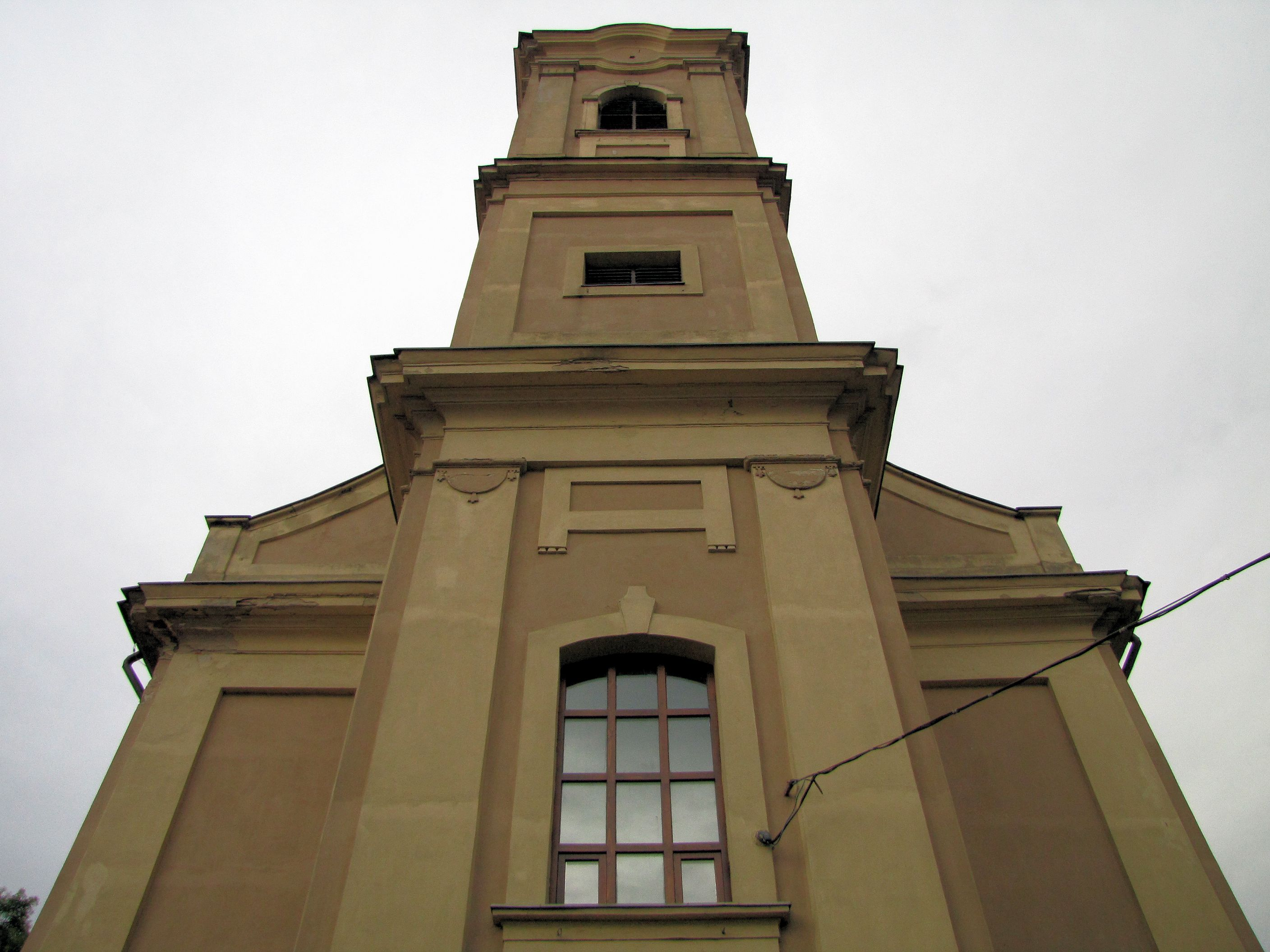
Római katolikus templom
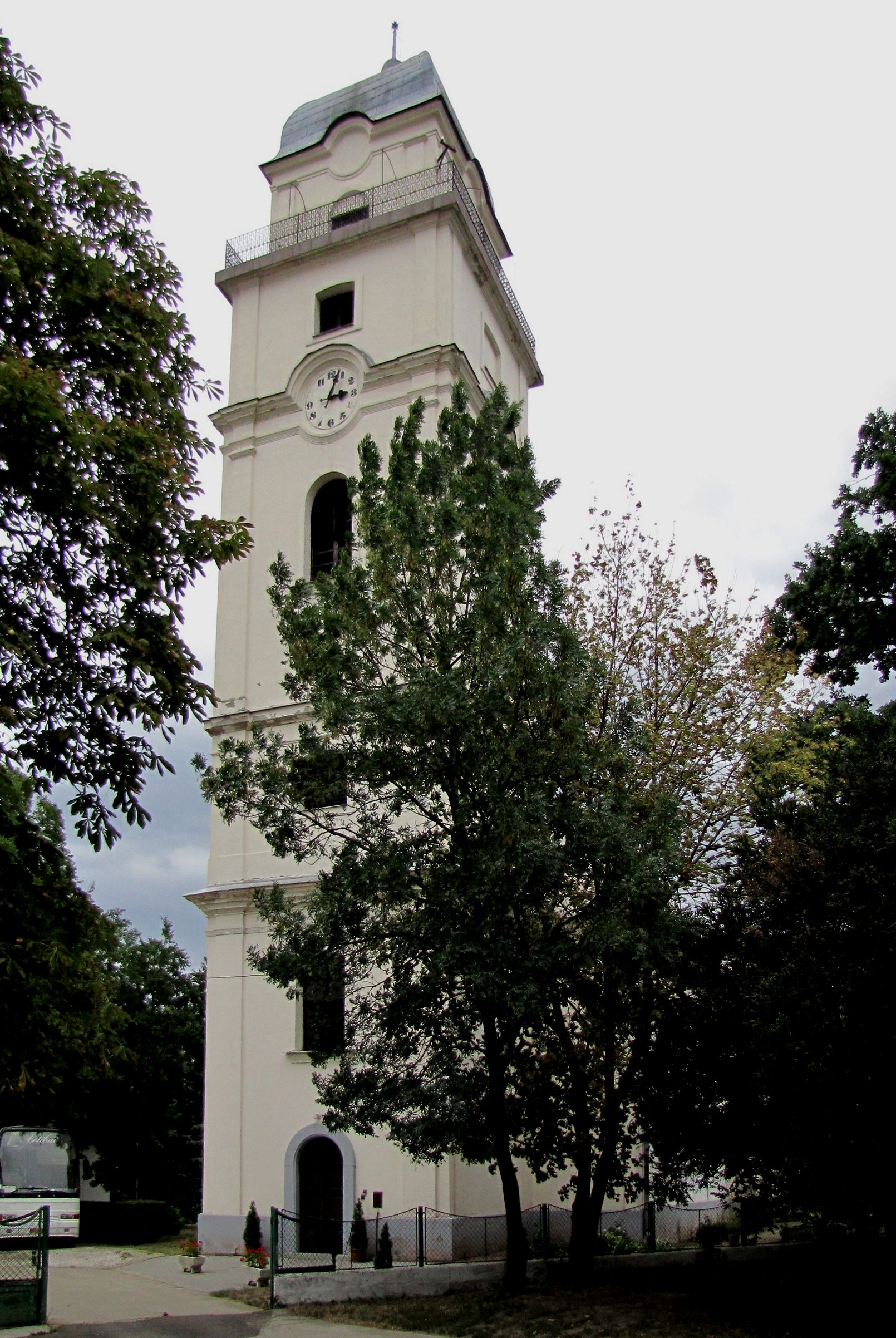
Református templom
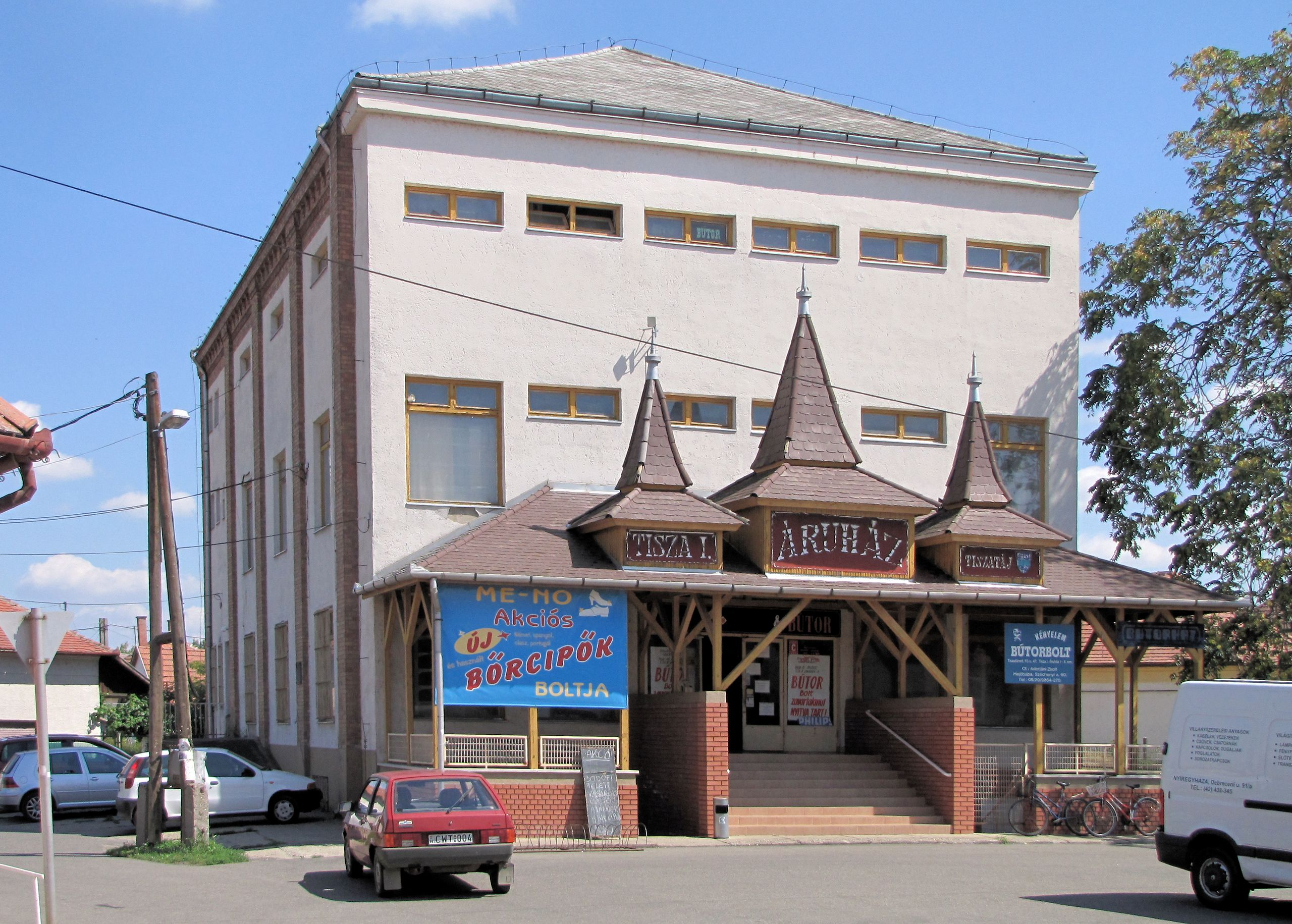
Az 1912-ben épült és az 1960-as években áruházzá alakított egykori zsinagóga napjainkban.

## Nevezetességei

### Épített emlékek
- Tiszafüredi Református Egyházközség temploma: a város református temploma műemlék jellegű barokk épület, melyet a középkori részeket is megőrző templomból a 18. században alakították ki. Tornya hatszintes, galériás. Karzatai alatt klasszicista stílusú, kék- fehér- fekete, rozettás fakazetták találhatók. 1983-ban felújították, ekkor találták azt a két ablakot, amely 1230-ból származik. A templom mellett a klasszicista stílusú paplak helyezkedik el.
- Római katolikus egyház Nagyboldogasszony templom: 1819 és 1827 között épült, korának megfelelően klasszicista stílusban. Néhány oltárképe a 19. század közepén készült.
- Örvényi Szent Anna templom: 1914-ben épült oldaltornyos római katolikus templom.
- Kócsújfalui Szent István király kápolna:
- Zsinagóga és Zsidó Mártírok Emléktáblája: a II. világháború előtt népes tiszafüredi izraelita közösség istentiszteleti helye.
- Kemény-kastély és a kastélypark: az eklektikus kastély ma a Hortobágyi Nemzeti Park egyik irodaépülete. Paulik Ágoston tervei szerint épült 1920-ban.
- Kiss Pál Múzeum és Lipcsey-kúria: 1877-ben alapították a város gazdag helytörténeti és néprajzi gyűjteménnyel rendelkező múzeumát. A szabadságharc egyik tábornokáról elnevezett Kiss Pál Múzeum a klasszicista stílusú 1840 körül épült Lipcsey-kúriában kapott helyet és itt üzemel 1953 óta.
- Nyúzó Gáspár Fazekasház: a kiállítás az 1839–1910 között élt neves fazekas klasszicista lakóházában eredeti berendezési tárgyai, alkotásai segítségével mutatja be a fazekasok munka- és életkörülményeit.
- Meggyes Csárdamúzeum (Kócsújfalu)
- Tiszafüredi Strand- és Gyógyfürdő
- Városháza: a millennium évében, 1896-ban emelték és ekkor avatták fel a közadakozásból épült obeliszket is. Cím: Fő út 1.
- Felszabadulási emlékmű: a békegalambot tartó női alak Makrisz Agamemnon szobrászművész alkotása, amelyet a Jánossy György Ybl-díjas építész által tervezett dombok között 1975-ben állítottak fel. A köznyelv "Vas Marisnak" hívja a város egyik alközpontjában álló szobrot.

### Látnivalók
- Kérész Központ: A Tisza-tavat, annak működését interaktív módon bemutató központ, ahonnan többek közt szervezett túrák is indulnak.
- Tiszavirág Ártéri Sétaút és Örvényi Pákász Tanösvény: A két tanösvényen fél napon át lehet kalandozni az ártéri erdőben, amelyen több kilátó, a Göbe-tó, a pákászok életét bemutató kalandos pallóút is található. A tanösvény kizárólag csónakkal érhető el a Szabics Kikötőből.
- Dinó Park: A Dínó Park erdejében valósággal megelevenednek az őshüllők, de emellett különféle játékokat is találni.
- Szabadvízi Strand: Tiszafüred szabadvízi strandja a Füredi Holt-Tisza által védett területen található. A strand moduláris stégrendszerén napozhatunk, de ha már kipihentük magunkat, akkor különféle sportolásra is van lehetőség, mint röplabda, foci, vízibicikli, kajak, kenu, SUP, van fitneszpark és multisportpálya. A büfékben pedig ínycsiklandó strandételek készülnek.
- Mancsos Pancsoló kutyastrand: A Mancsos Pancsoló kutyabarát strandon a négylábúak kedvükre strandolhatnak, vagy az agility pályán játszhatnak. A gazdáknak öltözők, padok is kihelyezésre kerültek. A strand körbekerített.
- Tariczky Endre Régészeti Kiállítás: A Kiss Pál Múzeum alapítóinak 19. századi gyűjteményéből és a 21. századi ásatásaink legszebb leleteiből készült válogatás tekinthető meg.
- Darabos László Helytörténeti Kiállítás: A névadó gyűjtő által a településről, a környező halmokról, a szántóföldekről és a Tiszából származó tárgyakat tekinthetnek meg.
- Tiszaörvényi szivattyútelep: A függőcsatorna igazi ipartörténeti remekmű, ami 1940 óta szállítja az öntözővizet Kenderesig.  Az épületben ma is az 1938-ban gyártott GANZ szivattyúk működnek. A függőcsatorna tetején sétálni is lehet!
- Református Látogatóközpont: A központ a Nagykunság református értékeit mutatja be az általa ajánlott tematikus utakon keresztül.
- Hortobágyi Nemzeti Park: Tiszafüredtől egy karnyújtásnyira van a Hortobágyi Nemzeti Park, ami számtalan túrával vár. Az ősz folyamán a látványos daruhúzás is látható a városból.

### Természeti kincsek
- Tiszafüredi madárrezervátum
- Hortobágyi Nemzeti Park
- A Kiskörei-víztározó (köznapi nevén: Tisza-tó) morotvái, holtágai
- Termálvíz

## Gazdaság
Az 1989-ig fejlett (de a KGST működésének sajátosságai miatt mesterségesen életben tartott) iparral rendelkező város gazdasági szerkezete a rendszerváltást követően átalakult. Az addig meghatározó jelentőségű üzemek (a szovjet piac kiszolgálására épült Alumíniumárugyár 1. sz. gyáregysége; Kelet-Közép-Európa legnagyobb hajó- és darugyára, a Richter Gedeon Rt. gyógyszercsomagoló üzeme) sorra zártak be. Munkaerőpiaci, foglalkoztatásbeli szerepüket az egyre inkább kibontakozó idegenforgalom, valamint a környező települések életében játszott szolgáltató funkció veszi át.

### Ipar
Az ország egyik legnagyobb termelési kapacitású tejfeldolgozó-üzeme (Kuntej Zrt.) működik a városban. Számottevő jelentőségű még a fűzfavessző-fonó háziipar, az építő- valamint építőanyag-ipar (téglagyártás, betonüzem, mészgyártás, Józsa Kft.), továbbá a malomipar.
Több innovatív beruházás indult útjára a közelmúltban: a biogázüzem újszerű perspektívát jelent a településnek; a ma már országos hírnévnek örvendő füredi lúgos víz pedig szorosan kapcsolódik a város rekreációs célú, gyógyturisztikai arculatához.
Tiszafüred az alföldi kézművesipar egyik fellegvára, messze földön híres iparművészete. A kerámiamesterség, a nyergesség, valamint a bőrművesség élő és virágzó hagyományai lelhetők fel a településen.

### Mezőgazdaság
A kistérség éghajlata kedvező a kukorica, napraforgó és lucerna termesztéséhez, ehhez szorosan kapcsolódva pedig a szarvasmarha-tenyésztés.

### Kereskedelem
A mezővárosi rang elnyerése óta piactartási joggal rendelkező település, napjainkban is fontos kereskedelmi szerepet tölt be a kistérség életében. A hét minden napján nyitva tartó piacon – ahol a térség őstermelői várják az érdeklődőket – túl nemzetközi és hazai áruházláncok és szaküzletek teszik szélessé a kínálatot.

### Idegenforgalom
Tiszafüred a Tisza-tó melletti települések fővárosa. Az üdülőterület az ökoturizmus célpontja. Termálfürdője igazi vízgyógyászati kultúrát honosított meg itt. A környék védett természeti értékekben gazdag terület.
A város a csendes természeti környezetre vágyó vendégek kedvelt helye. Az idelátogatóknak lehetőségük van kerékpározni, vízitúrázni, lovagolni. Tiszafüred a Tisza-tavi kerékpározás központja. Aki megcsodálja ezt a tájat, az beleszeret és évről évre visszatér. A Kis-Tisza partján szép, kiépített környezetben található a szabadvízi strand, fürdési és vízi sportolási lehetőségekkel.
A Tisza-tó mellett szintén nagy kincse a városnak a termálvíz. A gyógyvízre épült termálfürdő területén található úszómedence, strandmedence és fedett termálmedence, melynek 39 °C-os alkáli hidrogénkarbonátos vize kiválóan alkalmas regenerálódásra és különböző mozgásszervi és reumatikus betegségek kezelésére. A városban melegvizes gyógyfürdő területén szakrendeléssel működő nappali kórház nyújt gyógykezelést a mozgás szervi betegségben szenvedőknek.
A Tisza-tónak a tiszafüredi vidéke a Hortobágyi Nemzeti Park megalakítása óta védett, és a mintegy 7000 hektárnyi terület több mint fele az ökoturizmus céljait szolgálja. A tó középső része a vízi túrák ideális színtere.
A város határában a pusztakócsi mocsarakhoz tartozó „Fekete rét” nádrengetegében mintegy kétszáz madárfaj figyelhető meg. Az európai jelentőségű madárélőhely szigorú védelmet élvez, a terület csak a Hortobágyi Nemzeti Park engedélyével látogatható. A tiszafüredi madárrezervátum szigorúan védett természeti érték, a Hortobágyi Nemzeti Parkhoz tartozó, 2500 hektárnyi természetvédelmi terület, amelyet felvettek a nemzetközileg elismert vízimadár-élőhelyek sorába.
Nyaranta színes programokkal vonzzák ide a turistákat. A Tiszafüredi Halasnapok, a Tisza-tó Feszt, a Magyar Tavak Fesztiváljának Tisza-tavi rendezvénye, a Dj Tour Fest és még számos sportrendezvény a Tisza-tó meghatározó programja. Mindezek mellett a Hídivásár és Lovas napok és a Debreceni Virágkarnevál idején minden igényt kielégít  a szállást keresők részére Tiszafüred.

## Oktatás

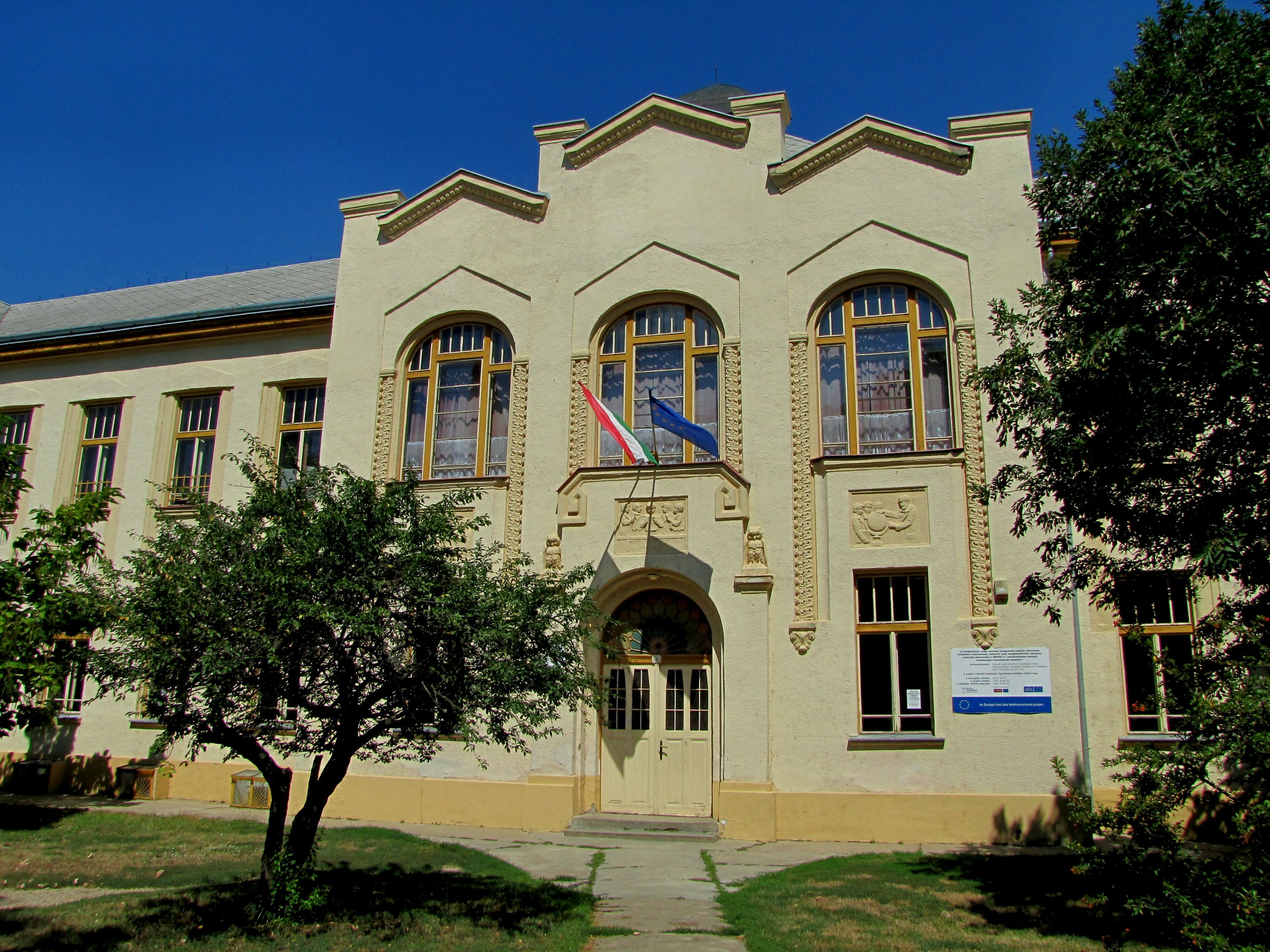
Általános iskola

A város életében igen nagy szerepe van az oktatásnak, főleg a középiskolai, azon belül is a szakképzés jó színvonalú, nagy hagyományú. Az alapfokú oktatás megfelelőnek, míg a felsőfokú hiányosnak tekinthető.

### Alapfokú oktatás
Az 1990-es évek elején szebb napokat megélt tiszafüredi alapoktatás, mára átalakult. A csökkenő gyereklétszám és a gazdasági okok indokolta kényszerintézkedések miatt ma oktatás a következő egységekben található:
- Szent Imre Katolikus Általános Iskola és Három Királyok Óvoda (volt Zrínyi Ilona Általános Iskola, Óvoda és Pedagógiai Szakszolgálat): korszerű, több százmillió forintból 2007-ben felújított, valamint újonnan épített egységekben a kistérség minden településéről iskolabuszokkal érkeznek a diákok. A Pedagógia Szakszolgálat keretein belül a speciális nevelési igényű gyerekek is megfelelő oktatásban részesülnek.
- Bán Zsigmond Református Általános Iskola és Óvoda (volt Kis Pál Általános Iskola): az 1730-as alapítású intézmény a szocialista rezsim ideje alatt szünetelni kényszerült. A Kis Pál Általános Iskola megszűnése után 1997-ben indult újra oktatás. Az iskola folyamatos fejlesztésekkel, korszerű tornacsarnokkal és új épületszárnnyal várja a diákokat, szállításukat iskolabuszokkal oldja meg.
- Kossuth Lajos Általános Iskola: az egykoron a város elitiskolájának számító intézmény mára a szintén Kossuth Lajos nevét viselő gimnázium tagintézménye.

### Középfokú oktatás
- Kossuth Lajos Gimnázium, Szakképző Iskola, Általános Iskola Pedagógiai Szakszolgálat és Kollégium: a városi oktatás csúcsintézménye. A megye egyik legjobb gimnáziumi tagozatával, kereskedelmi és közgazdasági szakközépiskolai oktatással, OKJ-s idegenforgalmi és kereskedelmi képzéssel, kiváló felvételi adatokkal büszkélkedhet az intézmény.Az iskola egy nyolcosztályos tagozatú intézmény. A gimnáziumhoz tartozik a kistérség minden állami tulajdonú iskolája.
- Báthory István Középiskola és Szakiskola: 2012/13-as tanévben kezdte meg működését a nyírlugosi tanintézet tagintézményeként. Az érettségire való felkészítés mellett pénzügyi és számviteli ügyintéző képzéseket szerveznek.
- Hámori András Szakközépiskola és Szakképző Intézet: az 1889-ben alapított ipari iskola jogutódja. Szakközépiskolai részlegén közlekedésgépészeket, informatikusokat, ügyviteli és pedagógiai szakembereket képeznek. Szakiskolai osztályaiban pedig burkolókat, lakatosokat, szabókat, vendéglátóipari munkásokat oktatnak.

### Kulturális intézmények
A városi könyvtár közel hetvenezer kötet könyvvel, napilapokkal, hírlapokkal, folyóiratokkal, hanglemezekkel, filmekkel, mikrofilmekkel, elektronikus adathordozókkal fogadja érdeklődő látogatóit. A  Fekete László Zeneiskola – Alapfokú Művészeti Iskola és a Kovács Pál Művelődési Központ a lakosság további kulturális igényeinek kielégítését szolgálja.

## Híres emberek
- Itt született 1926. február 5-én Benedek Ferenc öttusázó, edző.
- Itt született 1927. március 23-án Benedek Gábor olimpiai bajnok öttusázó, Tiszafüred díszpolgára.
- Itt született 1939. február 4-én Szilágyi Miklós néprajzkutató, muzeológus.
- Itt született 1941. augusztus 18-án Bagdy Emőke klinikai szakpszichológus, pszichoterapeuta, szupervízor, a pszichológia tudomány kandidátusa, 2010-től professor emerita.
- Itt született 1962. október 11-én Veres Zoltán műrepülő Európa-bajnok.
- Itt született 1981. szeptember 17-én Szövetes Veronika, Magyarország első női kjokusinkai világbajnoka.

## Képgaléria

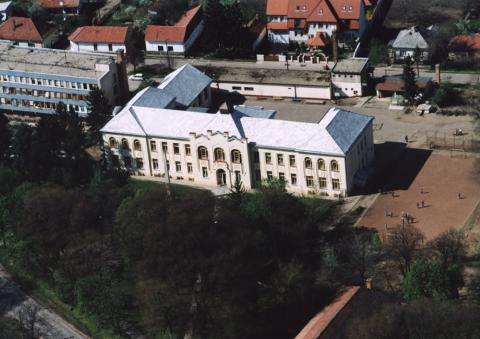
Általános iskola
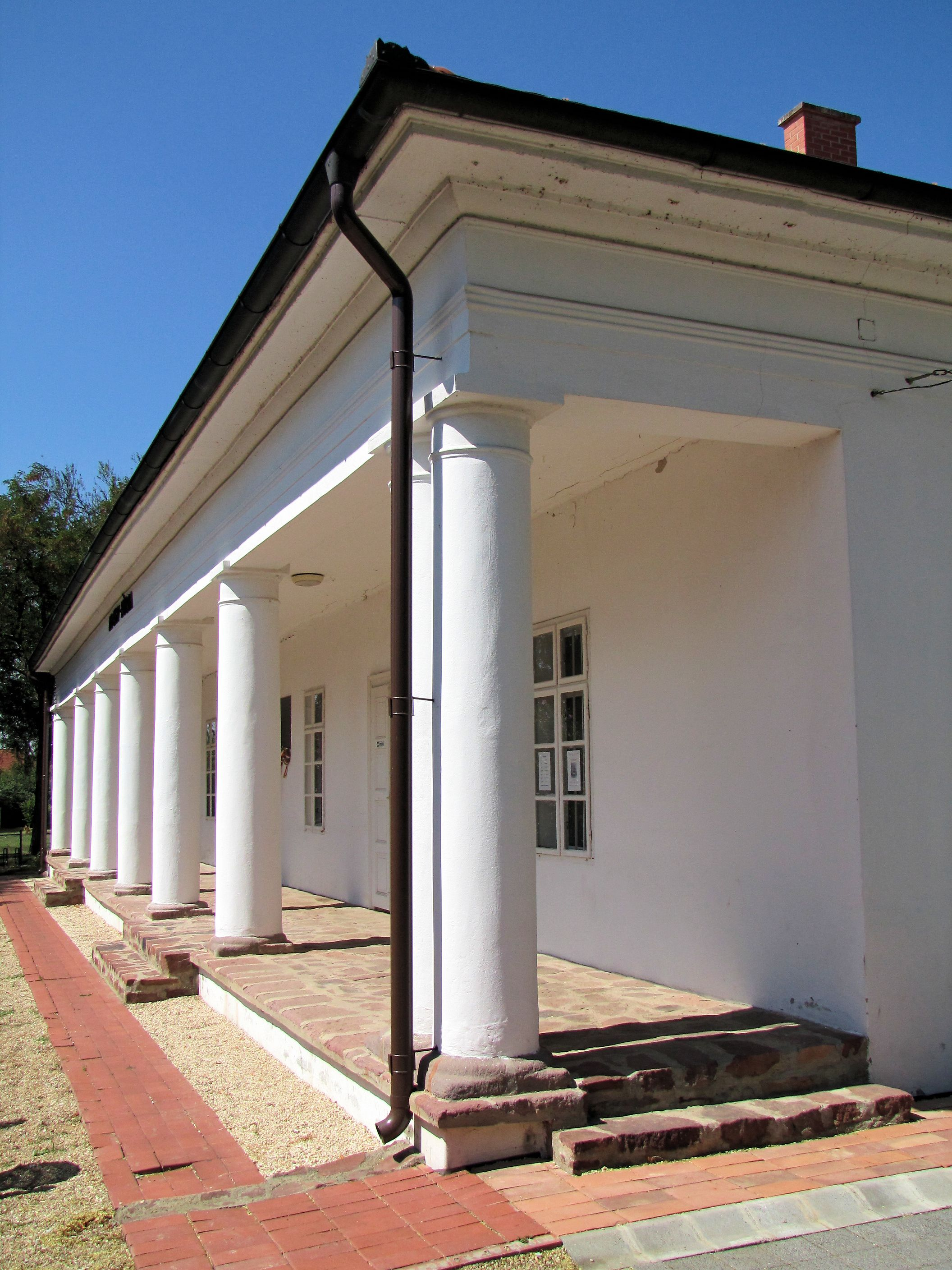
Kiss Pál Múzeum
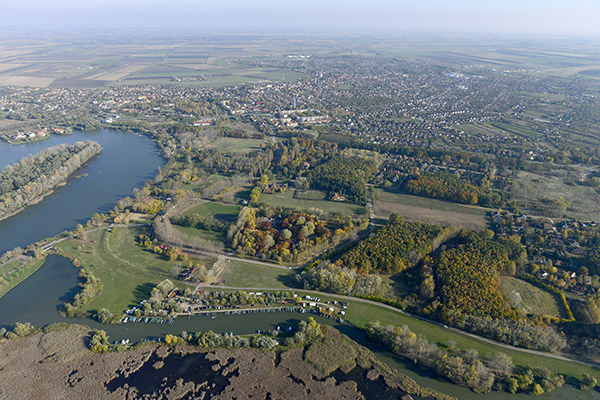
Tiszafüred látképe a magasból
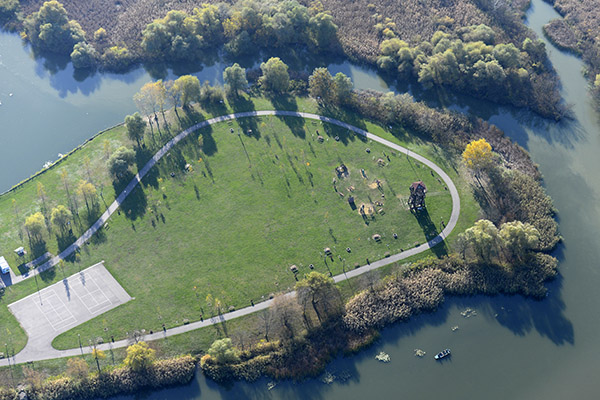
Tiszafüred, légi fotó
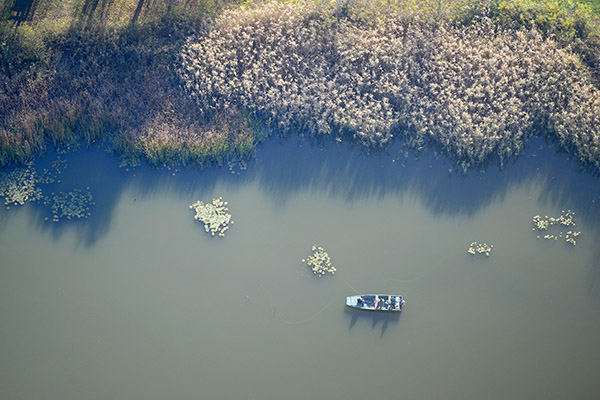
Tiszafüred, természet légi felvételen
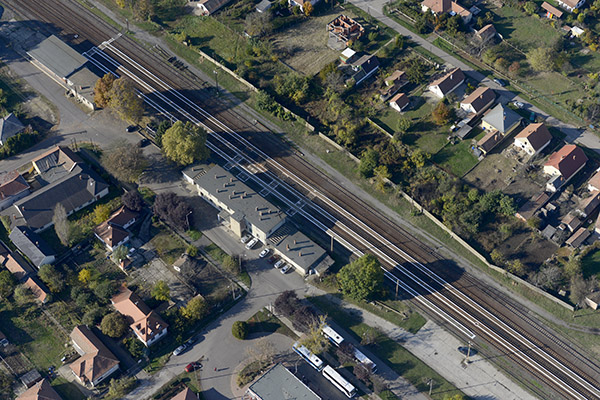
Tiszafüred vasútállomás a levegőből
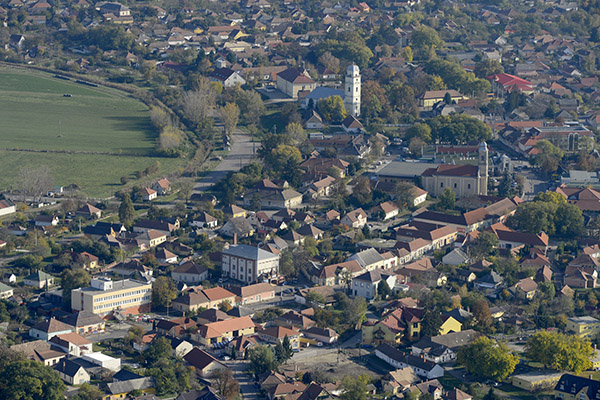
Tiszafüred madártávlatból